# Eva David
Pour les articles homonymes, voir David.
Eva David, née le 26 juin 1964 à Antibes dans les Alpes-Maritimes, est une metteuse en scène, romancière, dramaturge et parolière française.

## Biographie
Née à Antibes, elle grandit dans la région parisienne. Elle fréquente le conservatoire de musique de Genève. Elle fait de la figuration, travaille comme décoratrice et comme journaliste, avant de partir sur les pistes sahariennes. De retour à Genève, elle écrit les textes de la comédie musicale Chantons sous la psy, jouée en Suisse, puis au Café d'Edgar entre 1980 et 1981. Elle voyage à nouveau, s’installe à Papeete sur l’île de Tahiti, avant de revenir vivre en Europe.
Elle écrit des sketchs pour le théâtre et la radio, tout en signant des dialogues pour la télévision. En 1992, elle publie le roman policier Cavale qui paraît dans la Série noire. L’intrigue se déroule dans la ville de Nice. L’héroïne du roman, surnommée Cavale, enquête sur un double meurtre commis dans son entourage. Selon Claude Mesplède et Jean-Jacques Schleret, ce récit est « drôle, distrayant et finalement fraternel ».
Partagée entre la Suisse et la France, Eva David réalise ensuite des contes musicaux pour enfants : La Tarasque, La Cabre d’Or, ou encore Les Trois Voleurs de Cardamone, d’après le conte de l’écrivain norvégien Thorbjørn Egner (en). Elle signe également la mise de scène de plusieurs comédies musicales, comme La Vie parisienne et La Belle Hélène, d’après les opéras-bouffes La Vie parisienne et La Belle Hélène de Jacques Offenbach, Henri Meilhac et Ludovic Halévy.

## Œuvre

### Roman policier
- Cavale, Paris, Éditions Gallimard, coll. « Série noire », no 2308, 1992.

### Nouvelle
- Clan mutant, dans le recueil Noces d'or 1945-1995, Éditions Gallimard, coll. « Série noire » non numéroté, 1995.

## Source
- Claude Mesplède  et Jean-Jacques Schleret (Éd. rév. de: SN, voyage au bout de la Noire), Les Auteurs de la Série noire, 1945-1995, Nantes, Joseph K, coll. « Temps noir », 1996, 627 p. (ISBN 978-2-910-68611-6, OCLC 300207570), p. 128.